# 伊塔基拉伊
23°28′26″S 54°11′06″W / 23.47389°S 54.18500°W

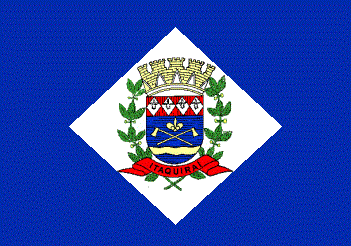
伊塔基拉伊的旗幟

伊塔基拉伊（葡萄牙語：Itaquiraí），是巴西的城鎮，位於該國西部，由南馬托格羅索州負責管轄，始建於1980年5月13日，面積2,064平方公里，海拔高度340米，2010年人口18,614，人口密度每平方公里9.02人。